# Marc Laforge
 (juin 2018).
Si vous disposez d'ouvrages ou d'articles de référence ou si vous connaissez des sites web de qualité traitant du thème abordé ici, merci de compléter l'article en donnant les références utiles à sa vérifiabilité et en les liant à la section « Notes et références ».
Marc Laforge (né le 3 janvier 1968 à Sudbury, dans la province de l'Ontario au Canada) est joueur canadien de hockey sur glace professionnel qui évoluait au poste de défenseur.